# Zamek w Elvas
Zamek w Elvas (port: Castelo de Elvas) – średniowieczna fortyfikacja militarna w Portugalii, w parafii Alcáçova, w gminie Elvas. Jest to część pierwszej linii obrony w portugalskiego Alentejo przed Hiszpanią, w połączeniu z fortami wojskowymi Ouguela, Campo Maior, Olivença i Juromenha.
Budynek jest klasyfikowany jako Pomnik Narodowy od 1906. 